# Горшков, Валентин Иванович
Валентин Иванович Горшков (24 декабря 1924. Ярославль — 06.02.1999,Ярославль) — механик-водитель танка Т-34 59-й гвардейской танковой Люблинской Краснознамённой ордена Кутузова 2-й степени бригады (8-й гвардейский танковый Краснознамённый корпус, 1-й Белорусский фронт), гвардии старший сержант, участник Великой Отечественной войны, кавалер ордена Славы трёх степеней.

## Биография
Родился в 1924 году в городе Ярославле. Русский. Из семьи рабочего. Окончил 8 классов школы. Работал на предприятиях Ярославля.
В апреле 1942 года призван в Красную армию Резино-Комбинатским районным военкоматом города Ярославля. С августа 1942 года - в действующей армии на фронтах Великой Отечественной войны. В боях был дважды ранен.
Механик-водитель танка Т-34 59-й гвардейской танковой бригады (8-й гвардейский танковый корпус, 1-й Белорусский фронт) гвардии сержант Горшков Валентин Иванович отважно действовал в Люблин-Брестской фронтовой наступательной операции - составной части Белорусской стратегической операции. В бою 22 июля 1944 года отважно действовал при освобождении города Хелм (ныне в Люблинском воеводстве, Польша). Одним из первых ворвался в город, умело действовал в уличных боях, прорвался к станции и не дал противнику возможности взорвать крупный военный склад. Представлялся к медали «За отвагу».
За образцовое выполнение боевых заданий командования на фронте борьбы с немецкими захватчиками и проявленные при этом доблесть и мужество приказом по 8-му гвардейскому танковому корпусу № 10/н от 12 августа 1944 года гвардии сержант Горшков Валентин Иванович награждён орденом Славы 3-й степени.
Механик-водитель танка Т-34 59-й гвардейской танковой бригады гвардии сержант Горшков Валентин Иванович вновь отличился в той же операции. Продолжая стремительное наступление по территории Польши, 5 августа 1944 года в районе сёл Гурки и Малкув совместно с стрелковой ротой отражал три танковые контратаки врага. Умело маневрировал под огнём врага на поле боя, уклоняясь от прицельных выстрелов, и дал возможность командиру танка уничтожить 2 танка врага. Когда же натиск врага был отражён, первым ворвался в немецкую траншею, проутюжил её танком и гусеницами, передавил до 25 солдат врага.
За образцовое выполнение боевых заданий Командования на фронте борьбы с немецкими захватчиками и проявленные при этом доблесть и мужество приказом по 5-му гвардейскому танковому корпусу № 12/н от 16 августа 1944 года гвардии сержант Горшков Валентин Иванович награждён орденом Славы 3-й степени.
Приказом Министра обороны Российской Федерации от 13 сентября 1996 года перенаграждён орденом Славы 1-й степени, став полным кавалером ордена Славы.
Механик-водитель танка Т-34 59-й гвардейской танковой бригады гвардии старший сержант Горшков Валентин Иванович опять проявил себя отважным воином в той же операции. В бою 19 августа 1944 года у населённого пункта Ситки (Польша) вновь умело маневрировал по полю боя под огнём врага. Но противнику удалось поразить танк, были ранены Горшков и командир танка. Превозмогая боль, продолжил вести танк и сумел вывести его в укрытие. Спас весь экипаж и боевую машину.
За образцовое выполнение боевых заданий Командования на фронте борьбы с немецкими захватчиками и проявленные при этом доблесть и мужество приказом по Первому Белорусскому фронту № 320 от 18 октября 1944 года гвардии старший сержант Горшков Валентин Иванович награждён орденом Славы 2-й степени. После этого ранения и длительного лечения в госпитале на фронт уже не попал. 
Был демобилизован 20 марта 1947 года. Жил и работал в Ярославле. Скончался в 1996 году в городе Ярославле.

## Награды
- Орден Отечественной войны I степени (6.04.1985)[3]

- Орден Славы 1-й степени (22.04.1969)[4]
- Орден Славы 2-й степени (19.08.1955)[5]
- Орден Славы 3-й степени (17.08.1944)[6]

- Медаль «В ознаменование 100-летия со дня рождения Владимира Ильича Ленина» (6 апреля 1970)
- Медаль «За победу над Германией в Великой Отечественной войне 1941—1945 гг.» (9 мая 1945[7])[8]
- Юбилейная медаль «Двадцать лет Победы в Великой Отечественной войне 1941—1945 гг.» (7 мая 1965[9])
- Юбилейная медаль «Тридцать лет Победы в Великой Отечественной войне 1941—1945 гг.»[10]
- Медаль «Сорок лет Победы в Великой Отечественной войне 1941—1945 гг.»[11]
- Юбилейная медаль «50 лет Победы в Великой Отечественной войне 1941—1945 гг.»[12]
- Медаль «Ветеран труда»
- Юбилейная медаль «50 лет Вооружённых Сил СССР» (26 декабря 1967[13])
- Юбилейная медаль «60 лет Вооружённых Сил СССР» (28 января 1978[14])
- Знак «25 лет победы в Великой Отечественной войне» (1970)

## Память
- На могиле героя установлен надгробный памятник.